# 三菱化工機
三菱化工機株式会社（みつびしかこうき、英: Mitsubishi Kakoki Kaisha,Ltd.）は、三菱グループの大手機械製造メーカーである。

## 概要
化学工業に携わる機械の製造を主業務としており、水素発生装置は業界シェアトップクラス。他にプラント用・環境用などの機械製品を扱う。三菱金曜会及び三菱広報委員会の会員企業である。
2016年に「下水汚泥消化ガスからの水素ステーション開発」の事例によって、国の第14回産学官連携功労者表彰国土交通大臣賞を受賞している。

## 沿革
- 1935年（昭和10年）5月 - 化工機製作株式会社として設立[9]。
- 1938年（昭和13年）11月 - 三菱化工機株式会社に社名変更[9]。
- 1944年（昭和19年）9月 - 株式会社田中機械製作所を合併[9]。
- 1949年（昭和24年）9月 -  企業再建整備計画により、旧・三菱化工機の第二会社として三菱化工機株式会社を設立し、田中機械株式会社を設立・分離。旧会社は1949年10月に解散[9]。
- 1950年（昭和25年）3月 - 東京証券取引所上場[9]。
- 1951年（昭和26年）4月 - 大阪証券取引所上場[9]。
- 1998年（平成10年）8月 - 本店を神奈川県川崎市川崎区大川町2番1号に移転[9]。
- 2004年（平成16年）- 上海駐在員事務所を設立（2012年に閉鎖）。
- 2007年（平成19年）- タイ駐在員事務所を設立（2012年に閉鎖）。
- 2008年（平成20年）11月 - 中国・上海市に100%出資による「菱化貿易（上海）有限公司」を設立[9]。
- 2010年（平成22年）
  - 執行役員制度を導入。
  - 7月 - 東南アジア地域の顧客開拓を目的としてタイ王国・バンコク市に現地法人MKK Asia Co.,Ltd.を設立[9]。
- 2016年（平成28年）6月 - 監査等委員会設置会社へ移行[9]。
- 2017年（平成29年）- 「MKK川崎水素ステーション（実証用）」を川崎製作所内に建設。
- 2020年（令和2年）11月 - 化工機プラント環境エンジを三菱化工機アドバンス株式会社に商号変更[9]。

## 事業所
- 本社・川崎工場 - 神奈川県川崎市川崎区
- 四日市工場 - 三重県四日市市
- 鹿島工場 - 茨城県神栖市